# Rothenfelde (Wolfsburg)
Rothenfelde ist ein Stadtteil unweit der Wolfsburger Stadtmitte, der jedoch nur aus wenigen Straßenzügen besteht. Er grenzt unmittelbar an das früher eigenständige Dorf Heßlingen.

## Geschichte

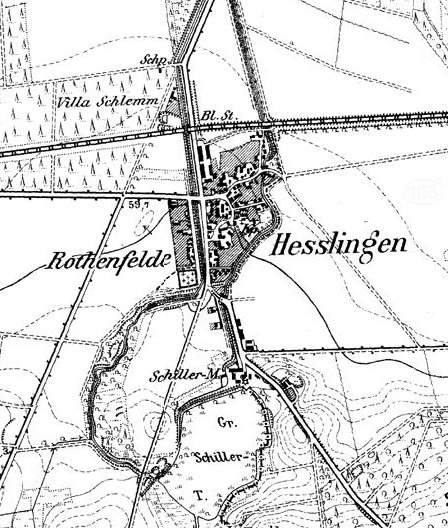
Rothenfelde um 1900

Die Ansiedlung Rothenfelde entstand in den Jahren 1813–35 am früheren Sandfeldgraben als Kolonie Rothenfelde. Werner Graf von der Schulenburg-Wolfsburg als Schlossherr der benachbarten Wolfsburg ließ sie als Quartier für Landarbeiter seines Rittergutes errichten. Dabei entstanden zwölf Wohnhäuser in einer Straßenzeile, die an das Dorf Heßlingen angrenzte.
1902 begannen Probebohrungen in der Gemarkung von Rothenfelde. 1911 schloss Werner-Karl-Hermann Graf von der Schulenburg-Wolfsburg einen Abbauvertrag mit der Wintershall AG ab, der dieser die Abbautätigkeit in der Gemarkung von Rothenfelde gestattete. Noch im selben Jahr begann der Bau der Schachtanlage Gewerkschaft Rothenfelde. 1913 begann in ihr die Förderung, sie umfasste Kalisalz für die Landwirtschaft sowie unter der Marke Rothenfelder Edelsalz vertriebenes Speisesalz. Eine Eisenbahnstrecke zweigte von der Strecke Vorsfelde–Fallersleben ab und führte direkt bis zum Bergwerk, die Sohlen waren bis zu 1,5 km lang und reichten bis in eine Tiefe von ungefähr 750 Meter des insgesamt 850 Meter mächtigen Salzstocks hinab. Die Loren wurden zunächst vor Pferden gezogen, ab 1918 von Dieselloks. Das geförderte Salz wurde in zwei Rohsalzmühlen gemahlen. Etwa 250 bis 300 Mitarbeiter waren in dem Unternehmen beschäftigt. 1925 oder 1926 wurde das Bergwerk aus wirtschaftlichen Gründen stillgelegt, ab 1927 der Förderturm und die oberirdischen Gebäude abgerissen und der Schacht verfüllt. Die Straße Schachtweg erinnert heute an das Bestehen der Grubenanlage in diesem Bereich.
1928 wurde, außerhalb der Ortsbebauung, an der bereits um 1872 eröffneten Eisenbahnstrecke der Bahnhof Rothenfelde-Wolfsburg eröffnet. Er wurde später in Wolfsburg umbenannt und blieb bis zur provisorischen Inbetriebnahme des heutigen Wolfsburger Hauptbahnhofs 1956 in Betrieb, danach wurde er abgerissen.
Am 1. Juli 1938 wurde die Gemeinde Rothehof-Rothenfelde aufgelöst und ging in der neugegründeten Stadt des KdF-Wagens, dem heutigen Wolfsburg, auf. Westlich des alten Ortsbereichs wurden Baracken errichtet.
In den 1950er Jahren wurde das Gebiet westlich des alten Ortsbereichs neu bebaut, es entstanden vorwiegend kleinere Gewerbebetriebe. In den 1960er Jahren wurde dort das Zollamt erbaut. 1963 wurde das Gasthaus abgerissen, es befand sich am nördlichen Ortsrand und trug seit 1938 den Namen Zur guten Quelle.
Der heutige Stadtteil Rothenfelde besteht aus dem „Rothenfelder Markt“ (ehemals Kolonie Rothenfelde) und den angrenzenden Straßenzügen in Richtung Porschestraße. Hier sind zahlreiche moderne Gebäude entstanden, die einen Kontrast zum alten Rothenfelde bilden.

## Politik
Rothenfelde bildet gemeinsam mit den benachbarten Stadtteilen Hellwinkel, Heßlingen, Köhlerberg, Schillerteich, Stadtmitte, Steimker Gärten und Steimker Berg die Ortschaft Stadtmitte, die durch einen Ortsrat vertreten wird. Ortsbürgermeister ist Erich Schubert (SPD).

## Kultur und Sehenswürdigkeiten
- Kolonie Rothenfelde

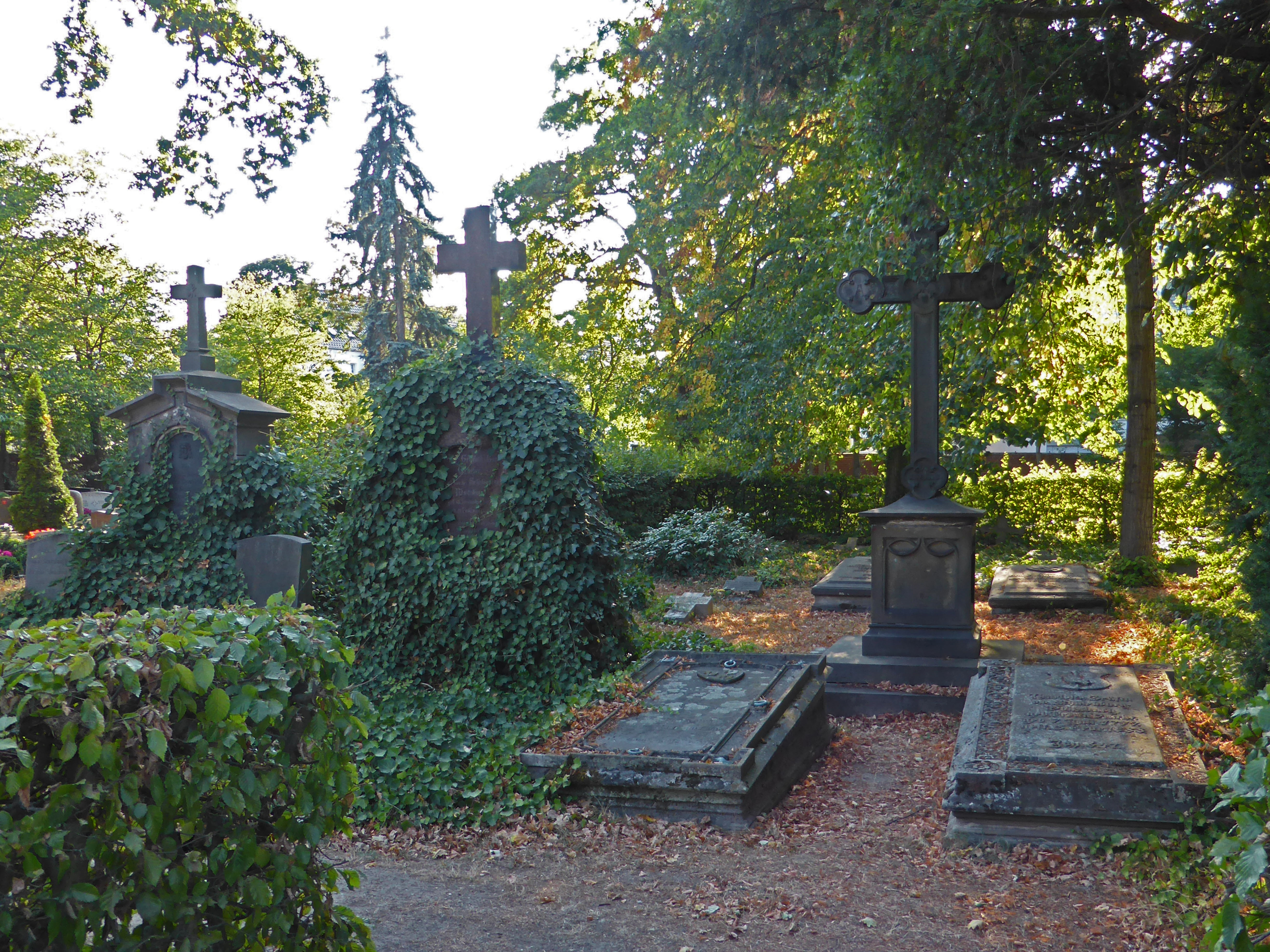
Grabstätte der Familie von der Schulenburg-Wolfsburg auf dem Friedhof

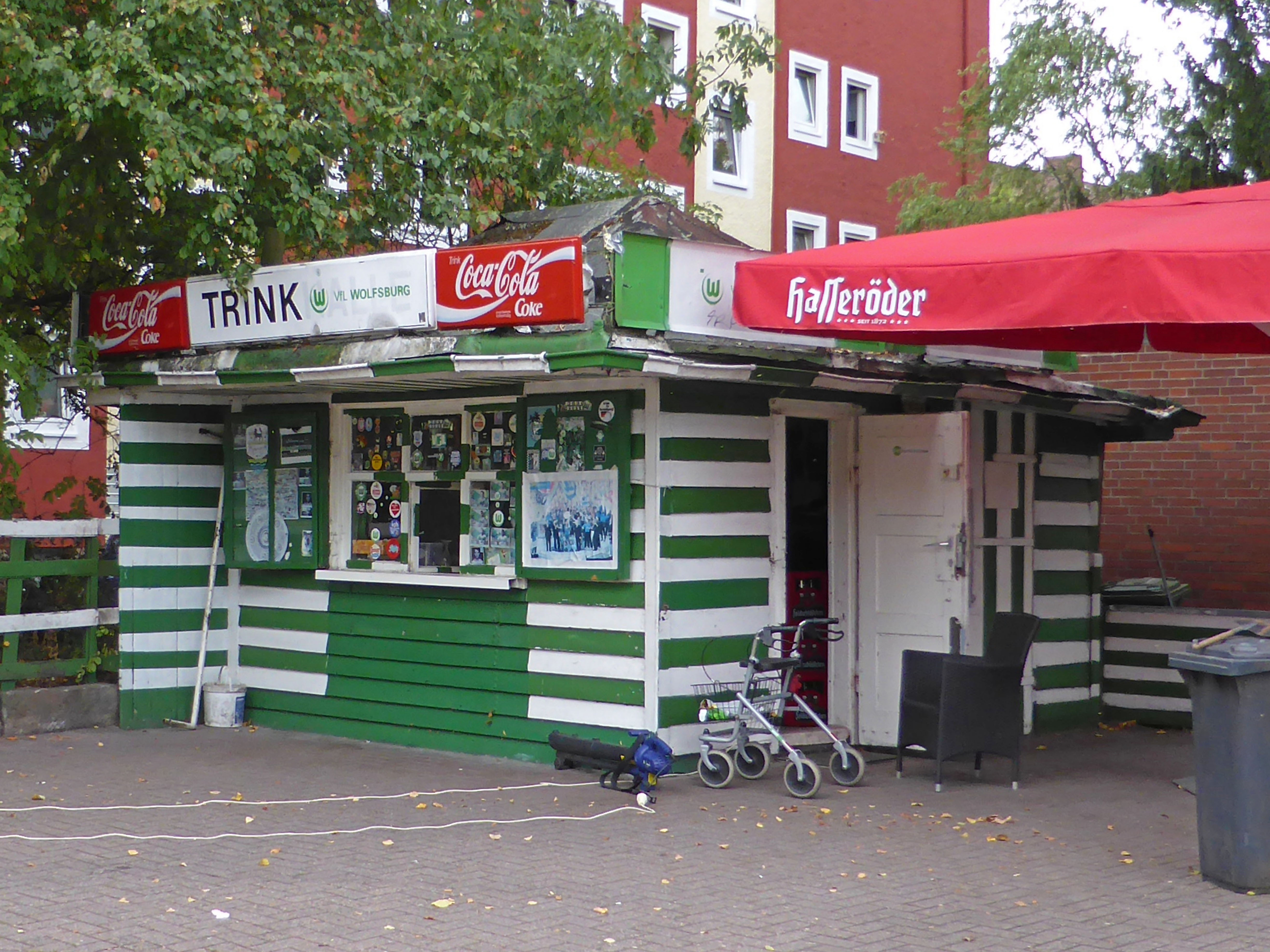
Trinkhalle (2018)

- Modell der Ortschaft Rothenfelde in der Gaststätte des Centro Italiano im benachbarten Heßlingen. Es zeigt den Zustand von Rothenfelde im Jahr 1899.
- Grabstätte der Familie von der Schulenburg-Wolfsburg auf dem Friedhof mit Grabsteinen aus den Jahren 1861 bis 1976. Das älteste Grabmal ist von Friedrich Gebhard Werner Graf von der Schulenburg-Wolfsburg, dem Gründer der Kolonie Rothenfelde.
- Trinkhalle aus den 1950er Jahren, eines der letzten erhalten gebliebenen Kioskgebäude in Wolfsburg. Nach dem Aufstieg des VfL Wolfsburg in die 2. Fußball-Bundesliga 1992/93 wurde die Trinkhalle 1993 grün-weiß, den Vereinsfarben des VfL Wolfsburg, angestrichen.[3] Im August 2020 wurde die Trinkhalle, trotz verschiedener Rettungsbemühungen, abgerissen, um Platz für Parkplätze zu schaffen.[4]